# Lipotropin
Lipotropin ist ein Hormon, das durch Spaltung von Proopiomelanocortin (POMC) hergestellt wird. Die Adenohypophyse produziert das Prohormon POMC, das später zu Adrenocorticotropin (ACTH) und  β-Lipotropin (β-LPH) gespalten wird.

## β-Lipotropin
β-Lipotropin ist ein 90 Aminosäuren langes Polypeptid, das aus dem C-Terminusfragment von POMC gebildet wird. Es stimuliert die Melanocyten, Melanin zu produzieren und kann selber zu kleineren Peptiden gespalten werden; beim Menschen in das γ-Lipotropin, α-MSH, β-MSH, γ-MSH, α-Endorphin, β-Endorphin, γ-Endorphin und in das met-Enkephalin.
β-Lipotropin hat auch lipidmobilisierende Funktionen wie die Lipolyse und Steroidogenese.

## γ-Lipotropin
γ-Lipotropin ist ein Peptidfragment des N-Terminus von β-Lipotropin. Beim Menschen besteht es aus 56 Aminosäuren.